# NGC 1115
NGC 1115  ist eine linsenförmige Galaxie vom Hubble-Typ S0/a? im Sternbild Widder nördlich der Ekliptik. Sie ist schätzungsweise 382 Millionen Lichtjahre von der Milchstraße entfernt und hat einen Durchmesser von etwa 80.000 Lj.

Im selben Himmelsareal befinden sich u. a. die Galaxien NGC 1112, NGC 1116, NGC 1117, IC 1852.
Das Objekt wurde am 2. Dezember 1863 vom deutschen Astronomen Albert Marth entdeckt.